# Achtel (Einheit)
Das Achtel ist der achte Teil eines Maßes. Verbreitet war dieses als Maßbezeichnung vor der Einführung des Dezimalsystems.

## Trockenmaße
- Bayern 1 Achtel Getreide = 4 Mäßl = 233 ½ Pariser Kubikzoll = 4 ⅔ Liter
- Hessen 1 Achtel = 6636 Pariser Kubikzoll = 131 ½ Liter
  - 1 Achtel Hafer = 7117 Pariser Kubikzoll = 141 Liter
- Frankfurt am Main, Hanau 1 Achtel Getreide = 1 Malter
- Gelnhausen Kurhessen 1 Achtel Getreide = 6615 Pariser Kubikzoll = 127 ⅛ Liter
  - 1 Achtel Hafer = 6878 Pariser Kubikzoll = 136 3/10 Liter
- Österreich 1 Achtel = 16 Becher = 387 ½ Pariser Kubikzoll = 7 ⅔ Liter
  - 8 Achtel = 1 Metzen
  - Steiermark 1 Achtel = 40,3 Liter
- Schweiz, Kanton Solothurn 1 Achtel = 83 ½ Pariser Kubikzoll = 1 ⅔ Liter
  - 8 Achtel = 1 Mäß
  - 16 Achtel = 1 Doppelmäß
- Weilburg, Nassau 1 Achtel = 5887 Pariser Kubikzoll = 116 ⅔ Liter
- Wetzlar, preußische Rheinprovinz 1 Achtel = 12654 Pariser Kubikzoll = 250 ¾ Liter
- Königreich Württemberg 1 Achtel = 139 ½ Pariser Kubikzoll = 2 7⁄9 Liter
  - 2 Achtel = 1 Vierling
  - 8 Achtel = 1 Simri
  - 64 Achtel = 1 Scheffel
- Militärgrenze 1 Achtel = 6,8036 Liter
- Schwarzburg-Rudolstadt 1 Achtel = 23,409 Liter
- Lübeck 1 Achtel Hafer = 1,2348 Liter
  - 1 Achtel Hartkorn = 1,0842 Liter

## Flüssigkeiten

### Weinmaß
Allgemein wird mit Achtel der achte Teil einer Tonne, eines Maßes oder vom Seidel verstanden.
- Augsburg (Bayern) 1 Achtel = 9 Pariser Kubikzoll = 3⁄16 Liter
  - 2 Achtel = 1 Quarteel
  - 4 Achtel = 1 Seidel
  - 8 Achtel = 1 Maß
- Nürnberg 1 Achtel = 0,14314 Liter
- Süddeutsches Weinmaß 1 Achtling = 1⁄32 Eimer

### Biermaß
- Danzig 1 Achtel (Doppelbier) = 17,175 Liter
- Schlesien 1 Achtl = 5,85 Liter

## Gewicht
- Emden (Ostfriesland) 1 Achtelfaß Butter = 49 Pfund plus 17,3 Lot (Preußen = 16,667 Gramm) = 24788,83 Gramm

## Flächenmaß
- Siebenbürgen 1 Achtel = 8,632 Ar
- Österreich 1 Achtel = 1 Rahel/Rachel

## Längenmaß
- Preußen 1 Achtel = 26,1544 Zentimeter
- Ungarn 1 Achtel = 0,32928 Zentimeter

## Weitere Bezeichnungen
Gleichwertig für ein Achtel stehen 
- Ottingkar in Dänemark
- Attingkar in Schweden
- Osmina in Russland
- Ottavo in Spanien und Sardinien
- Ouatava in Portugal